# Instalacja przeciwoblodzeniowa
Instalacja przeciwoblodzeniowa – zbiór instalacji chroniących ważne elementy statku powietrznego przed wpływem lodu. Instalacje te zapobiegają osadzaniu się lodu bądź go usuwają. Istnieją także czujniki oblodzenia np. radioizotopowy czujnik oblodzenia RIO-3 stosowany między innymi w Mi-24.

## Elementy chronione
- Krawędź natarcia skrzydła – w odrzutowcach zazwyczaj ogrzewana gorącym powietrzem pobranym z silników np. Boeing 737. W Boeingu 787 ogrzewana elektrycznie. W mniejszych samolotach np. ATR 72 krawędzie natarcia pokryte są gumową powłoką nadmuchiwaną sprężonym powietrzem i kruszącą lód.
- Wloty powietrza do silników - ogrzewane głównie powietrzem z silników, zabezpieczają przed dostaniem się odłamków lodu do silnika. W niektórych silnikach odrzutowych znajdują się czujniki ciśnienia do wskazań EPR (również ogrzewane).
- Rurka Pitota – ogrzewane zwykle elektrycznie. W większości posiadające układ regulujący temperaturę. Jednakże np. w Tu-154 ogrzewanie nie mogło być załączone zbyt wcześnie przed startem, gdyż mogło to spowodować przegrzanie elementów.
- Śmigło – zarówno w helikopterach jak i innych samolotach krawędzi natarcia śmigieł ogrzewane są głównie elektrycznie. W starszych konstrukcjach śmigło posiadało rowek którym, dzięki sile odśrodkowej, spływał alkohol utrudniający odkładanie się lodu.
- Okna w kokpicie – ogrzewane głównie zatopionymi elektrycznymi elementami grzejnymi. W niektórych samolotach np. Boeing 737 dodatkowo płyn odladzający. Sprawdzanie obecności lodu w rogach okien jest sposobem na oszacowanie oblodzenia (skrzydła zazwyczaj nie są widoczne z kokpitu).